# João Pessoa Cavalcanti de Albuquerque
João Pessoa Cavalcanti de Albuquerque (Umbuzeiro, 1878. január 24. – Recife, 1930. július 26.) Paraíba kormányzója volt 1928 és 1930 között.

## Élet és karrier
Pessoa 1878. január 24-én született a Paraíba állam-beli Umbuzeiroban. 1895-ben beiratkozott a Praia Vermelha Katonai Akadémiára, de a tanfolyam elvégzése előtt abbahagyta. 1899-ben csatlakozott a Faculdade de Direito do Recife-hoz (Recife Jogi Kar), majd 1904-ben érettségizett[forrás?]. 1909-től ügyvédként dolgozott Rio de Janeiróban, a Pénzügyminisztériumban és a haditengerészetnél.
1919-ben Epitácio Pessoa, João Pessoa nagybátyja Brazília elnöke lett, és Joãót a Legfelsőbb Katonai Bíróság miniszterévé tették.
1928-ban João Pessoát Paraíba kormányzójává választották, és ebben a szerepében az állam politikai és közigazgatási struktúrájának reformját kísérelte meg, és adókat vetett ki a Paraíba és a Recife kikötője közötti kereskedelemre. Az 1930-as elnökválasztáson Pessoa nem volt hajlandó támogatni a republikánus jelöltet, Júlio Prestest. Prestes megnyerte a választásokat, és egyik támogatója, José Pereira Lima ezredes lázadást vezetett Pessoa tartományi kormánya ellen, a szövetségi kormány együttműködésével. 1930. július 26-án Pessoa hivatalos látogatáson volt Recife-ben, amikor lelőtték. A merénylet felkavarta a közvéleményt a szövetségi kormány és Washington Luís leköszönő elnök ellen. Nem sokkal Pessoa halála után Washington Luís helyén Getúlio Vargas lett az elnök.

## Emlékezete
Paraíba állam székhelyét, korábban Parahyba, 1930 szeptemberében João Pessoa névre keresztelték. Pessoáról megemlékeznek a Paraíba állami zászlóban is, amelyen szerepel a Nego ("tagadom") szó, utalás arra, hogy Pessoa nem volt hajlandó elfogadni Júlio Prestes elnököt. 
A zászló színei, a piros és a fekete, a merénylet és az azt követő gyászidőszak alatt ontott vért jelképezik. 